# Triazol
Triazol (Htrz) refere-se a qualquer um dos pares de compostos químicos isoméricos com fórmula molecular C2H3N3, com um anel de cinco membros de dois átomos de carbono e três átomos de nitrogênio.

## Estrutura
Os dois isômeros são:
- 1,2,3-Triazole
- 1,2,4-Triazole

1H-1,2,3-Triazole
2H-1,2,3-Triazole
1H-1,2,4-Triazole
4H-1,2,4-Triazole

## Derivados
As drogas antifúngicas triazólicas incluem o fluconazol, isavuconazol, itraconazol, voriconazol, pramiconazol, ravuconazol, terconazol e posaconazol.